# Chung Ji-young
Chung Ji-young (19 de noviembre de 1946) es un director de cine y guionista surcoreano. Entre sus películas más conocidas se encuentran Nambugun (1990), Hayan chonjaeng (1992), Life and Death of the Hollywood Kid (1994), Unbowed (2012) y Namyeong-dong 1985 (2012).

## Biografía

### Primeros años
Chung Ji-young empezó su carrera trabajando como asistente de dirección del cineasta Kim Soo-yong. Chung debutó como director con la película de suspenso erótica The Mist Whispers Like a Woman (1982). Durante la mayor parte de la década de 1980 dirigiendo melodreamas antes de pasar a obras con más carga política tras el fin de la administración de Chun Doo-hwan. Durante su apogeo, Chung dirigió algunas de las películas más impactantes y socialmente conscientes de las décadas de 1980 y 1990, como Nambugun (1990), Hayan chonjaeng (1992) y Life and Death of the Hollywood Kid (1994).

### Regreso al cine
Después de Naked Being (1998), Chung tomó una pausa prolongada que terminó trece años después cuando regresó con Unbowed en el Festival Internacional de Cine de Busan de 2011. La película fue una crítica a la corrupción en el sistema judicial inspirada en el caso de la vida real de un profesor de matemáticas que disparó una ballesta contra un juez. El largometraje causó sensación después de su lanzamiento comercial en enero de 2012. Aparte de la enorme aclamación de la crítica que recibió, la producción de bajo presupuesto de 1500 millones ₩ fue un éxito de taquilla inesperado, atrayendo a unos 3.4 millones de espectadores. Chung fue galardonado como Mejor Director en los 33rd Blue Dragon Film Awards.
En el mismo año , Chung volvió a abordar otro tema polémico y políticamente sensible con  Namyeong-dong 1985, película basada en la historia real de Kim Geun-tae, un activista por la democracia que fue secuestrado y torturado por el régimen de Chun Doo-hwan durante 22 días dentro de las paredes de la habitación 515 en la división anticomunista de la jefatura de la Policía Nacional en Barrio Namyeong de Seúl alrededor de 1985 (del que se deriva el título coreano de la película). Al optar audazmente por pasar el 90 % de su tiempo de ejecución en el submarino y otros actos de horrible tortura infligidos a Kim (quien posteriormente se convirtió en el ministro de Salud y Bienestar de Corea), la película de Chung fue intransigente y desafiante.
Según admitió el propio director, le resultó difícil rodar las escenas más difíciles. Aunque se centró casi exclusivamente en la tortura en sí, muchos espectadores han encontrado que la película es tremendamente conmovedora al final, y Chung esperaba que la película fuera un recordatorio de los sacrificios que algunos soportaron para que Corea progresara a su estado actual.
Recibió el Premio Nobel de Cine de la Paz Kim Dae-jung en el Festival Internacional de Cine de Gwangju de 2012. Chung comentó en la recepción que cree que "todavía hay mucha pasión en esta industria, y eso es lo que mantiene la diversidad del cine coreano frente al dominio de las principales productoras".

## Otras actividades
La influencia de Chung en la industria se extendió mucho más allá de su filmografía, al defender la reforma gubernamental que afectó a la industria cinematográfica coreana. Como voz líder en la comunidad cinematográfica de Chungmuro, abogó por el establecimiento de un sistema de cuotas de pantalla, la abolición del sistema de precensura, hizo campaña en contra de la distribución directa de películas extranjeras y se opuso a la firma del del acuerdo comercial de libre comercio Corea-EE. UU.
Chung apareció en el documental Ari Ari the Korean Cinema de Heo Chul, en el que él y la actriz Yoon Jin-seo entrevistaron a más de un centenar de respetados profesionales del cine para discutir la historia de la industria y los problemas que enfrenta actualmente. Chung originalmente comenzó el proyecto como su codirector, pero cuando su película Unbowed recibió luz verde, entregó la edición final a su colaborador, el director y profesor capacitado en Estados Unidos, Heo Chul. Como director veterano, fueron las conexiones de Chung en la industria cinematográfica las que ayudaron al documental a reunir su impresionante elenco, que incluye a los directores Lee Chang-dong, Im Kwon-taek, Bong Joon-ho y Park Chan-wook; y los actores Ahn Sung-ki, Park Joong-hoon, Song Kang-ho y Choi Min-sik; así como productores, críticos y otras figuras de la industria. En la película, Chung se pregunta por qué las principales compañías cinematográficas del país prefieren trabajar con directores emergentes (resulta que es porque es más fácil para las empresas tomar el control de los productos) y cuán desafiante es para los directores de mayor edad. como él mismo producir el tipo de películas que quieren hacer. También critica abiertamente el actual sistema de distribución de películas que, en su opinión, dificulta que las películas independientes o de bajo presupuesto aseguren las pantallas.
Cuando se le preguntó por qué sigue hurgando en áreas sensibles de la política y la sociedad Chung respondió: "No lo haría si los directores más jóvenes abordaran este tipo de tema. Solo lo hago porque no están diciendo lo que hay que decir. Decidí que si hacer una película como esta requiere coraje, Iba a demostrar ese coraje ".

## Filmografía
| Año  | Título                                    | Función                        | Notas                                         | Ref.  |
| ---- | ----------------------------------------- | ------------------------------ | --------------------------------------------- | ----- |
| 1976 | Scissors, Rock, and Wrap                  | Asistente del director         |                                               |       |
| 1977 | A Splendid Outing                         | Asistente del director         |                                               |       |
| 1978 | The Swamp of Exile                        | Asistente del director         |                                               |       |
| 1978 | The Sound of Laughter                     | Asistente del director         |                                               |       |
| 1979 | The Terms of Love                         | Asistente del director         |                                               |       |
| 1979 | Flower Woman                              | Guionista                      |                                               |       |
| 1980 | White Smile                               | Guionista                      |                                               |       |
| 1982 | Bird That Cries At Night                  | Guionista                      |                                               |       |
| 1982 | A Woman's Trap                            | Guionista                      |                                               |       |
| 1982 | The Mist Whispers Like a Woman            | Director, guionista            |                                               |       |
| 1983 | Mrs. Kim Mari                             | Cameo                          |                                               |       |
| 1984 | The Light of Recollection                 | Director                       |                                               |       |
| 1987 | A Street Musician                         | Director, guionista            |                                               |       |
| 1988 | A Forest Where a Woman Breathes           | Director, guionista            |                                               |       |
| 1988 | Mountain Snake                            | Director                       |                                               |       |
| 1990 | North Korean Partisan in South Korea      | Director, productor            |                                               |       |
| 1991 | Beyond the Mountain                       | Director, adaptación           |                                               |       |
| 1992 | White Badge                               | Director, adaptación           |                                               |       |
| 1994 | Sun of Fire                               | Cameo                          |                                               |       |
| 1994 | Life and Death of the Hollywood Kid       | Director                       |                                               |       |
| 1996 | 7 Reasons Why Beer Is Better Than a Lover | Director                       |                                               |       |
| 1997 | Blackjack                                 | Director                       |                                               |       |
| 1998 | Naked Being                               | Director, cameo                |                                               |       |
| 1998 | Extra                                     | Cameo                          |                                               |       |
| 2008 | Iri                                       | Cameo                          |                                               |       |
| 2012 | Unbowed                                   | Director, guionista, productor |                                               | [ 4 ] |
| 2012 | National Security                         | Director, guionista            |                                               |       |
| 2012 | Ari Ari the Korean Cinema                 | Actor                          |                                               |       |
| 2013 | Lee Heon's Odyssey                        | Director                       | cortometraje en A Journey with Korean Masters |       |
| 2013 | Project Cheonan Ship                      | Productor                      |                                               | [ 5 ] |
| 2019 | Black Money                               | Director                       |                                               | [ 6 ] |
| 2022 | The Boys                                  | Director                       |                                               | [ 7 ] |